# Alekszandr Fjodorovics Akimov
Alekszandr Fjodorovics Akimov (cirill betűkkel: Александр Фёдорович Акимов; Novoszibirszk, 1953. május 6. – Moszkva, 1986. május 11.) orosz nemzetiségű szovjet mérnök, aki az 1986-os csernobili atomkatasztrófa idején műszakvezetőként a 4-es reaktor vezérlőtermében dolgozott. Akimov vezette a vezérlőcsapatot, amely a reaktort elindította és kezelte a katasztrófa előtti éjszaka. Az ő munkája a katasztrófa előtti órákban és az azt követő napon döntő volt a helyzet kezelése során.
Akimov rendkívüli bátorságot mutatott a katasztrófa idején, és több órán keresztül irányította a műveleteket a reaktorban, hogy megakadályozza a helyzet romlását. Azonban Akimov nem volt tisztában a teljes helyzet súlyosságával, és az akkori információk alapján az elvárásoknak megfelelően cselekedett. Ezt követően azonban súlyos sugárzásnak volt kitéve, ami halálos betegséget okozott.
Az Akimov életéről szóló dokumentumfilmek és könyvek világszerte ismertté tették a nevét és emlékét. Az egyik ilyen alkotás, a Chernobyl Diaries című könyv személyes naplóbejegyzéseket és interjúkat tartalmaz, amelyek Akimov és más munkatársai emlékezeteit örökítik meg.
Akimov hősiessége és önfeláldozó munkája a csernobili katasztrófa idején elismerést kapott. Emlékére emléktáblákat, szobrokat és más emlékeket állítottak fel.

## Életrajza
A Moszkvai Energetikai Főiskolán (napjainkban: Moszkvai Energetikai Egyetem) tanult hőerőművi folyamatirányítás és automatizálás szakon, ahol 1976-ban végzett. 1979 szeptemberében kezdett el dolgozni a csernobili atomerőműben. Kezdetben a turbinaüzem mérnöke, majd annak műszakvezetője volt. 1984. július 10-én nevezték ki a 4. erőművi blokk műszakvezetőjévé.